# Hopewell Centre
Hopewell Centre es un rascacielos de Hong Kong. Está situado en el 183 de Queen's Road East, en Wan Chai, Isla de Hong Kong. Es el primer rascacielos circular de Hong Kong. Recibe su nombre de la empresa de propiedades de Hong Kong Hopewell Holdings Limited, que construyó el edificio. La sede de Hopewell Holdings Limited está en el edificio y su director ejecutivo, Gordon Wu, tiene su oficina en la última planta.

## Descripción

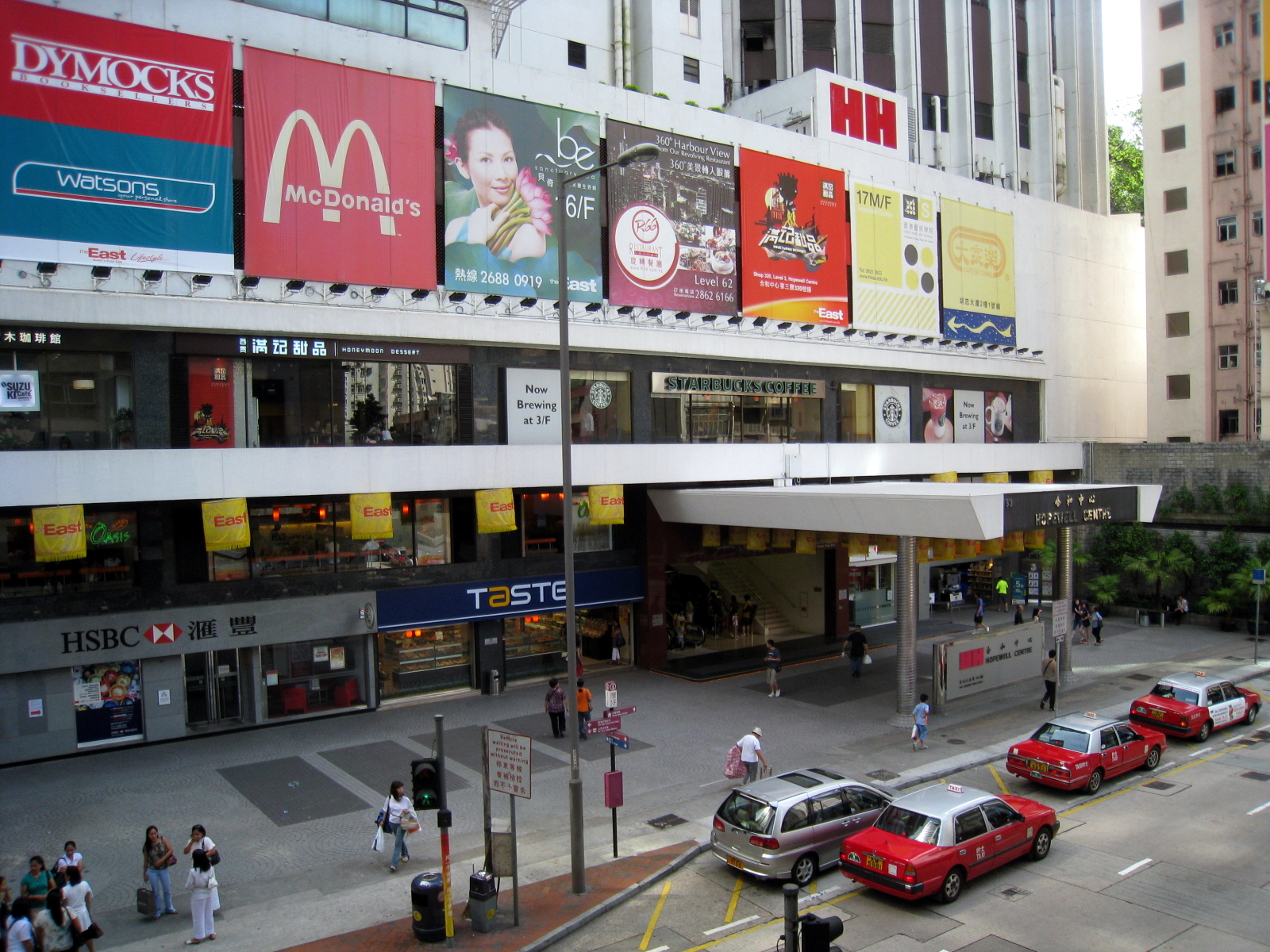
Entrada frontal de Hopewell Centre a nivel de calle

El edificio de 64 plantas tiene 222 metros (728 pies). La construcción comenzó en 1977 y fue completada en 1980. Con la finalización, Hopewell Centre sobrepasó a Jardine House como el edificio más alto de Hong Kong. Era también el segundo edificio más alto de Asia en ese momento. Mantuvo el título de Hong Kong hasta 1989, cuando se completó Bank of China Tower.
El edificio usa una planta circular. Aunque la entrada frontal está en la 'planta baja', los viajeros toman un juego de escaleras mecánicas al lobby de ascensores de la tercera planta. Hopewell Center stands en la ladera de una colina tan empinada que el edificio tiene su entrada trasera en la planta 17 hacia Kennedy Road. Hay una piscina circular privada en la azotea del edificio.

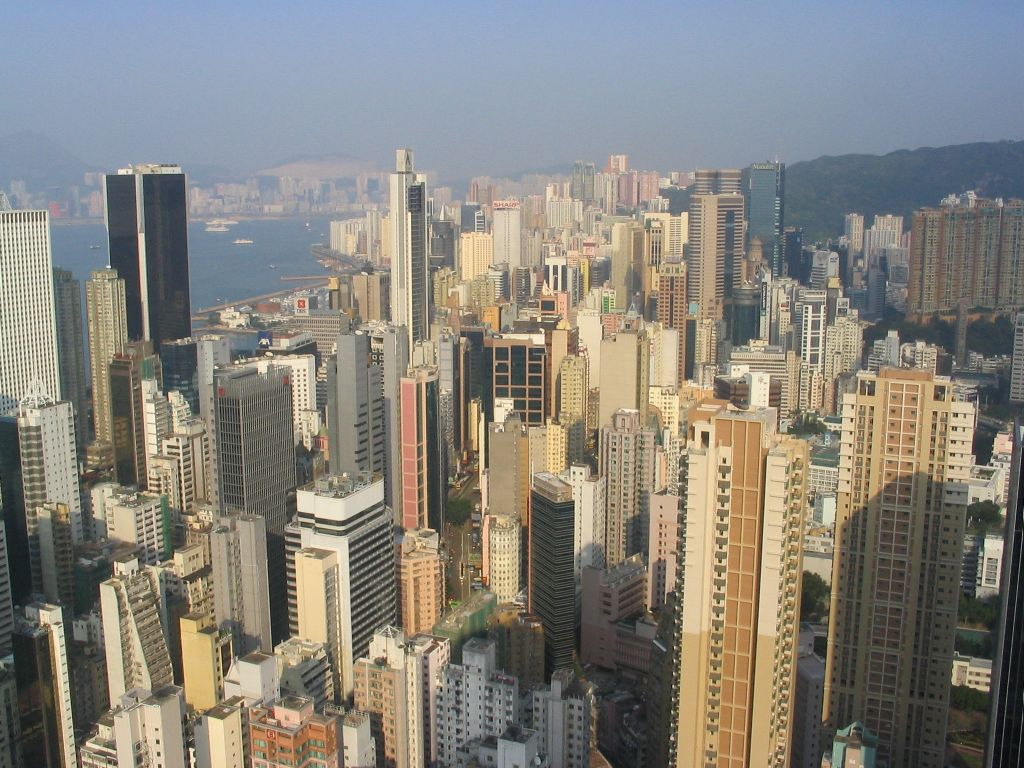
Vista de Wanchai desde Hopewell Centre en noviembre de 2006

Un restaurante giratorio situado en la planta 62, llamado "Revolving 66", ofrece vistas sobre otros edificios altos debajo de él y el puerto. Se llamaba originalmente Revolving 62, pero cambió pronto su nombre ya que era conocido localmente como Revolving 66. Completa una rotación de 360 grados cada hora. Los pasajeros pueden tomar los ascensores de oficinas (más rápidos) o los ascensores panorámicos (con vistas) a la planta 56, donde se transfieren a ascensores más pequeños hasta la planta 62. 
El edificio comprende varios grupos de ascensores. Los vestíbulos se sitúan en las plantas 3 y 17, y están conectados a Queen's Road East y a Kennedy Road respectivamente. Un mini-skylobby se sitúa en la planta 56 y sirve como planta de transferencia para los comensales que se dirigen a los restaurantes de las plantas 60 y 62. Los 'bumps' blancos del edificio entre las ventanas se han construido en las guías de los limpiadores de ventanas.
Este rascacielos fue la localización para el vídeo musical del grupo de R&B Dru Hill "How Deep Is Your Love," dirigida por Brett Ratner, quien también dirigió la película "Rush Hour", cuya banda sonora incluye la canción. La piscina privada circular es también visible en el vídeo musical. Esta piscina también ha aparecido en un anuncio de televisión australiano por una de las principales empresas de juegos del país, Tattersall's Limited, promoviendo una lotería semanal.

## Acceso
- MTR estación de Wan Chai salida A3, seguida por una caminata de 5-10 minutos al sur a través del mercado de Wan Chai.